# Sonic the Comic
Sonic the Comic, noto tra i suoi lettori anche come STC, è un periodico di fumetti per bambini britannico pubblicato quindicinalmente tra il 1993 e il 2002 da Fleetway Editions (le società fuse Fleetway e London Editions, che progressivamente sono state integrate con la sua casa madre Egmont fino a diventare nota come Egmont Magazines). È stato il fumetto ufficiale SEGA del Regno Unito, con storie sulla sua mascotte Sonic the Hedgehog e personaggi correlati, oltre a fumetti basati su altri videogiochi SEGA.
Dopo la fine della sua pubblicazione, i fan hanno creato una versione Web non ufficiale, chiamata Sonic the Comic Online, a partire da maggio 2003.
In Italia Sonic the Comic è inedito, ma alcune storie vennero pubblicate in italiano sulla rivista mensile Sonic Videogame & Fumetti, edita da Rizzoli Egmont Publishing tra il 1993 e il 1994.

## Formato e cronologia delle pubblicazioni
Il prezzo originale di Sonic the Comic era di 95 centesimi, mentre solo l'ultimo numero costava £1,35. Il fumetto conteneva generalmente quattro storie a fumetti, ognuna di solito seguiva storie diverse, scritte e disegnate da vari autori. Il primo era sempre una storia di sette pagine su Sonic stesso (eccetto per il numero 148 che inizia con una striscia su Tails) e nei primi numeri, i rimanenti tre coinvolgevano diversi personaggi di giochi Sega (vedi elenco sotto). Successivamente, tali strisce sono state soppiantate da storie incentrate sui personaggi di supporto come Tails, Knuckles, Amy e i Chaotix. L'antologia "Sonic's World" ha visto una varietà di eventi nel mondo di STC non coperti dalle strisce dei personaggi principali.
Le diverse strisce potevano a volte contrastarsi pesantemente l'una con l'altra, rivolte a fasce d'età diverse o con un diverso equilibrio tra commedia e dramma: la striscia umoristica basata su Decap Attack poteva apparire accanto alla striscia di Streets of Rage, più oscura e violenta. Lew Stringer ha affermato che la maggioranza dei lettori aveva un'età compresa tra i cinque e i dieci anni e molte strisce sono state scritte con questo in mente: "Ciò non significa che i lettori più anziani non possano apprezzare le storie e le opere d'arte, naturalmente, ma vale la pena tenere a mente che se le storie a volte sembrano giovanili, è perché lo sono. Detto questo, non significa che possiamo essere sciatti perché stiamo "solo" scrivendo per bambini".
A parte i fumetti, per i suoi primi anni STC ha regolarmente presentato contenuti relativi ai titoli del franchise. Adattandosi alla convenzione dei livelli chiamati "Zone", a queste sezioni sono stati assegnati titoli come "Q-Zone" (che conteneva suggerimenti e trucchi sui videogiochi), "News Zone" e "Review Zone". Le illustrazioni dei lettori sono state stampate nella "Zona grafica" e le lettere erano presenti in "Speedlines".

### Megadroid
La mascotte del fumetto era un androide chiamato Megadroid, composto da parti di un Sega Mega Drive. Megadroid è stato il personaggio utilizzato dai redattori di Sonic the Comic per rispondere alle lettere e fornire riassunti di storie e notizie di riviste generali (molto simile a Tharg nel 2000AD e in effetti creato dall'ex harg Richard Burton). Ha fatto da collegamento tra i lettori (che chiamava "boomers") e gli "umani che pensano di essere al comando".
Megadroid aveva una sua striscia dove scappava dagli uffici redazionali in una località balneare per poi tornare dalla sua esperienza straziante e soddisfare le esigenze dei boomers. È stato scartato dal fumetto nel 1998 e con lui la pagina delle lettere "Speedlines". Le Speedlines ritornarono nel 2000, anche se non era più una funzione normale e al posto di Megadroid, le lettere erano presumibilmente risolte da Sonic stesso (in realtà era l'editore Andy Diggle e successivamente Steve MacManus).

### Staff
La maggior parte del lavoro nel fumetto è stata scritta da Nigel Kitching o Lew Stringer, mentre i disegni sono opera di Richard Elson, Nigel Dobbyn, Carl Flint, Woodrow Phoenix, Roberto Corona, Mike McMahon, Kitching stesso e molti altri.
Molti dei contributori del fumetto hanno trovato successo altrove nei fumetti. Mark Millar, che ha scritto la prima storia di Streets of Rage e alcune strisce di Sonic, ha da allora scritto titoli importanti per DC e Marvel Comics come Wanted e Civil War; il redattore Andy Diggle è diventato uno scrittore di fumetti e l'illustratore di Road to Perdition, Richard Rayner, ha contribuito alle sceneggiature di Decap Attack.

### Cancellazione
La scomparsa di STC è iniziata quando i tagli al budget del fumetto hanno portato al numero di pagine da 36 a 32 nel 1997 e di conseguenza, alla perdita di notizie, recensioni di giochi e sezioni di suggerimenti sui giochi. Nonostante sia stato uno dei fumetti più venduti di Fleetway nel 1998, dal numero 133, pubblicato a luglio, una striscia è stata dedicata alle ristampe per risparmiare denaro come parte della politica di Fleetway dei cicli di lettura quinquennali (il numero 133 fu pubblicato poco dopo il quinto anniversario del fumetto). Più tardi nell'anno, la mascotte Megadroid fu rimossa, insieme alla pagina delle lettere "Speedlines". Altre due strisce sono state sostituite da ristampe nei numeri 155 e 157, lasciando solo la striscia principale di Sonic e la copertina come l'unico nuovo materiale in ogni numero. Con la mancanza di nuove strisce di personaggi di supporto, a Nigel Kitching è stato chiesto di condividere la striscia principale con Lew Stringer, facendo sì che i piani per l'arco della storia di "Shanazar" fossero pesantemente alterati.
Durante questo periodo, le storie della striscia principale passarono sotto lo striscione "Fuso orario", per lo più ambientato su Shanazar e successivamente coinvolgendo portali dimensionali che conducono ad altre dimensioni e alla storia della Terra (identiche alle precedenti storie di Amy e Tekno) a causa delle preferenze editoriali. Né Mobius né alcuno dei personaggi principali che recitavano in Sonic e Amy e la mancanza di strisce ausiliarie significava che non si potevano raccontare altre storie. In seguito al numero 157, Lew Stringer ha sostituito Nigel Kitching come unico scrittore del fumetto.
Dopo che Andy Diggle divenne il redattore del fumetto, la corsa di Stringer si concluse con una trama finale apocalittica e Kitching ritornò con il numero 175 per un adattamento in dieci parti del videogioco Sonic Adventure. Dal numero 185, il fumetto è diventato completamente ristampato, a parte le nuove copertine disegnate da Richard Elson. Ciò accadde con breve preavviso-anche Kitching non sapeva che il numero 184 sarebbe stato il suo ultimo fino a quando non avesse richiesto un'estensione per la trama di dieci numeri che era nel mezzo della scrittura, avendo apparentemente già fatto piani per storie future che lo avrebbero seguito. Ha rivelato la cancellazione ai fan sul non ufficiale STC Yahoo!. La mailing list dei gruppi il 19 aprile 2000, poco più di due mesi prima della pubblicazione dell'ultimo numero e solo poche settimane dopo che lui stesso ne era stato informato. Di conseguenza, la storia finale si è conclusa con una manciata di conclusioni sciolte da storie precedenti lasciate slegate.
La ristampa completa degli albi continuò a essere pubblicata fino al 223, che ristampò la trama in quattro parti "The Evil Empire" e presentò un articolo di Nigel Kitching sul suo periodo di lavoro sul fumetto, una versione ridotta della quale fu pubblicata nella mailing list STC.

## Trama
Sonic the Comic ha iniziato la sua pubblicazione con una serie di racconti one-shot abbastanza irrilevanti, stabilendo poi la sua identità, trama e ambientazione con il nuovo team formato dallo scrittore Nigel Kitching e l'artista Richard Elson nei numeri 7 e 8, Super Sonic e The Origin of Sonic. Il fumetto adottò una versione delle origini di Sonic e del dottor Robotnik originariamente presentata in un fumetto promozionale per il primo gioco della serie stampato in Disney Adventures ed elaborata nel libro di Mike Pattenden Stay Sonic. Come altre pubblicazioni su Sonic del Regno Unito, STC ha utilizzato come base la versione di Stay Sonic. Questa storia stabilì che Sonic era originariamente un normale riccio marrone sul pianeta Mobius, entrò nel laboratorio sotterraneo del saggio dottor Ovi Kintobor, uno scienziato che voleva liberare il pianeta da ogni male attraverso l'uso di potenti gemme chiamate Chaos Emerald. Inoltre, ha aiutato Sonic ad aumentare la sua velocità di corsa donandogli delle scarpe rosse progettate per resistere all'enorme attrito generato, fino a quando il riccio alla fine ha rotto la barriera del suono con un boato che lo ha reso blu. Di lì a poco, un incidente che coinvolsero uno smeraldo instabile e un uovo marcio trasformarono Kintobor nel Dr. Ivo Robotnik, dando il via agli eventi dei giochi Sonic the Hedgehog e Sonic the Hedgehog 2.
The Origin of Sonic ha portato a una trama dove Sonic, Tails e i loro amici vengono mandati avanti di sei mesi. Durante la loro assenza, il malvagio dottor Ivo Robotnik conquista con successo l'intero pianeta Mobius, mentre Sonic & co. vengono costretti alla clandestinità, operando come "Freedom Fighters"; il loro obiettivo era far cadere il dominio di Robotnik sul pianeta. Questa situazione rimane fino al numero 100 (1997), quando Robotnik viene deposto.
Nei primi numeri del fumetto, tre delle quattro strisce di ogni numero erano basate sui più popolari videogiochi SEGA. Col passare del tempo, queste strisce si sono ridotte e sono state eliminate gradualmente a favore di altre storie su Sonic e personaggi correlati. La prima di queste è stata una serie con solo Tails che lo ha visto tornare nella sua casa, la Nameless Zone, dove si credeva che fosse lui il grande eroe di Mobius. Oltre a Tails e Sonic, altri membri dei Freedom Fighters sono Johnny Lightfoot e Porker Lewis, personaggi basati sugli sprite generici di coniglio e maiale liberati dai Badnik nei videogiochi. Il team ha presto aggiunto ai propri ranghi il "computer Kintobor" -un'intelligenza artificiale basata sui modelli cerebrali originali di Robotnik- e Amy Rose, un riccio femmina innamorata di Sonic, le cui bugie sull'essere la fidanzata del protagonista aveva fatto di lei un bersaglio per le forze di Robotnik. Lo stesso Robotnik fu in seguito ridisegnato per abbinare l'aspetto della sua controparte nella serie animata Le avventure di Sonic e a lui si unì lo scienziato dalla pelle verde Grimer, l'equivalente di Julian Snively, proveniente dal secondo cartone animato e i fumetti Archie. Grimer è stato determinante nella creazione di Metallix the Metal Sonic, un nemico che ha avuto un ruolo di primo piano nella prima grande storia di Sonic divisa in più parti su Sonic the Comic, un adattamento del videogioco Sonic CD intitolato The Sonic Terminator.
Knuckles the Echidna e l'Isola Galleggiante hanno debuttato in un adattamento di Sonic 3 & Knuckles. Questi è successivamente apparso nelle sue stesse trame dove tentava di saperne di più sulla sua perduta razza di Echidna e il loro rapporto sull'Isola Galleggiante e con i Chaos Emerald. Il fumetto ha anche introdotto personaggi originali come il pirata dei cieli Capitan Plunder, il ribelle Super Badnik Shortfuse the Cybernik e la geniale ingegnere Tekno the Canary, che ogni tanto apparivano nelle strisce a loro dedicate. L'arrivo dei Chaotix ha presentato la dimensione alternativa chiamata Zona Speciale come luogo principale e ha anche introdotto la Fratellanza dei Metallix, un esercito di Metal Sonic che si ribellarono a Robotnik e attuarono un piano per modificare la linea temporale per controllare Mobius.
Un elemento di Sonic the Comic che era distinto dalle altre fiction di Sonic era la rappresentazione della forma potenziata del protagonista, Super Sonic. In STC, Super Sonic era un mostruoso alter-ego senza inibizioni, il Mr. Hyde del Dottor Jekyll, in cui Sonic si trasformava in momenti di stress o in caso di esposizione ai Chaos Emerald. Le apparizioni di Super Sonic erano poche e distanti tra i primi ottanta numeri o più del fumetto, anche se durante il build-up del numero 100 divenne una minaccia prominente. Seguendo una trama in cui l'energia degli smeraldi viene trasferita da Sonic alla Special Zone, Super Sonic ha continuato a esistere come entità separata, costringendo Sonic a perseguirlo. Non appena Super Sonic viene sconfitto e congelato nel tempo all'interno di Omni-Viewer (saltato in aria), Sonic rimane temporaneamente bloccato nella zona speciale; su Mobius, Shortfuse si unsce ai Freedom Fighters e Knuckles termina una lunga ricerca per l'Isola Galleggiante. La successiva fuga di Super Sonic da Omni-Viewer ha innescato un impulso elettromagnetico su tutto il pianeta che Omni-Viewer ha spostato su Mobius, disattivando tutti i robot e i sistemi informatici di Robotnik. Senza tecnologia o truppe a proteggerlo, Robotnik viene deposto come governatore di Mobius nel centesimo numero del fumetto.
Dopo aver stabilito il nuovo stato su Mobius -dove un amnesico Super Sonic diventa amico della maga Ebony- la mossa successiva è stata l'adattamento di Sonic 3D Blast, che si è rivelato l'ultimo adattamento di un titolo del franchise per un lungo lasso di tempo. Anche se alla fine è servito principalmente per l'uso di vari elementi del gioco (i Flicky, gli uccelli utilizzati per i Badnik e i viaggi dimensionali tramite i Mobius Rings), con l'aggiunta di un nuovo furfante Metallix (con il suo design basato stavolta su Knuckles), ha funto da trampolino di lancio nel plasmare la direzione delle storie di Sonic fino alla conclusione della serie. La storia ha introdotto la razza aliena interdimensionale conosciuta come Drakon Empire (girata da un punto della trama ciondolante da quasi cento albi precedenti), che si allea con il dottor Robotnik nel tentativo di ottenere i Chaos Emerald, rivelando la loro precedente proprietà delle gemme in tempi remoti. Alleanze, tradimenti e doppi incroci culminarono nella fortunata cattura degli smeraldi da parte di Robotnik e un'epopea di quattro numeri in cui aveva poteri divini dove rimodella interamente Mobius, ma quando il suo corpo viene prosciugato dall'energia del caos, svanisce in un sottomarino nella dimensione atomica.
Una serie di avventure dimensionali di Amy e Tekno hanno portato Mobius ad essere invaso per un breve periodo dalle forze militari terrestri, dopo le quali Sonic ha inseguito Grimer e Nack the Weasel nella loro ricerca per recuperare Robotnik. Intrappolato nel mondo subatomico di Shanazar, Sonic si è difficilmente adattato alla cultura locale e quando le avventure di Amy l'hanno portata a unirsi a lui sul pianeta, i due hanno esplorato le numerose zone del mondo molto diverse, combattendo una miriade di minacce. Robotnik aveva i suoi piani, tuttavia, usando la tecnologia dimensionale che portò Sonic, Grimer e Nack a Shanazar per allargare il mondo, fondendolo con Mobius in un evento in stile Crisi sulle Terre infinite. Ora era possibile accedere alle zone di Shanazar dai portali di Mobius e ne hanno aperti in vari punti della storia della Terra. Infuriato per l'ennesimo fallimento, tuttavia, Robotnik ha deciso di portare a termine la sua lunga guerra con Sonic distruggendo Mobius una volta per tutte. Entrando in una partnership con la mente-alveare alieno di plastica vivente, The Plax, Robotnik ha usato la loro tecnologia per assorbire energia elementale da Mobius e dalla Terra, costringendo entrambi i mondi a un collasso ecologico totale. Il suo piano fu di nuovo sventato, tuttavia, da Shortfuse, che collegò la sua armatura alla macchina di Robotnik, annullando il danno e prosciugando l'energia dal cattivo, con l'ulteriore vantaggio del feedback che finalmente lo liberò dalla sua armatura.
Ciò si è rivelato essere una sconfitta di troppo per Robotnik; ritirandosi fisicamente e mentalmente, ha languito nell'oscurità fino a quando Grimer, tentando di strappare il suo padrone dalla depressione, ha avviato gli eventi della trama finale del fumetto, l'adattamento di Sonic Adventure (anche se in pratica, questo si rivelerebbe l'adattamento di un gioco molto più sciolto, poiché l'approccio estremamente diverso del gioco era ampiamente incompatibile con l'universo del fumetto). Scoprendo un contenitore dentro al quale vi era una creatura di energia del caos vivente, Grimer scatena "Chaos" che attacca i Freedom Fighters e uccide Johnny Lightfoot. Rampando dal controllo di Grimer, Chaos attacca l'Isola Galleggiante, con l'intenzione di assorbire i Chaos Emerald; tuttavia, Knuckles ha gettato via gli smeraldi prima che potesse assorbirne più di uno, facendo precipitare l'isola stessa nell'oceano. Mentre Robotnik si preparava a radunare gli smeraldi per attirare tutti i giocatori della sua fortezza affinché tutti potessero morire insieme, Sonic viene trasportato nell'antico passato di Mobius da Tikal e Pachacamac, due membri dell'antica tribù degli Echidna del pianeta, dove assistette all'inizio della guerra tra gli Echidna e il Drakon Empire, le origini dei Chaos Emerald e di Chaos, che si rivelò essere un procuratore dei Drakon mutato dall'esposizione agli smeraldi. Ritornando al presente, Sonic è arrivato proprio nel momento in cui Chaos ha assorbito gli smeraldi rimasti e si è trasformato in Perfect Chaos. Il piano di suicidio di Robotnik fu tuttavia ostacolato dall'apparizione inaspettata di Super Sonic, morente a causa dell'esaurimento della sua energia del caos. Assorbendo l'energia di Chaos, riportandolo alla sua forma Drakon, Super Sonic divenne di nuovo malvagio e si ribellò ai Freedom Fighters, finché Ebony non usò le sue magie per fondere nuovamente Sonic e Super Sonic.
Le storie originali di Sonic the Comic si sono concluse a questo punto con il numero 184, ma il fumetto è continuato fino al 223 con materiale ristampato da tutta la vita della rivista.

## Personaggi

### Eroi
- Sonic the Hedgehog: il protagonista della serie, è un giovane riccio antropomorfo capace di correre a velocità supersonica, nato a Emerald Hill Zone. In passato era marrone e aveva molti aculei in testa; conobbe il Dr. Ovi Kintobor, il quale, gli regalò le sneakers rosse e, testandole, provocò un boato sonico che lo fece diventare blu. Dopo l'incidente dei Chaos Emerald, lo scienziato diventò il perfido Dr. Ivo Robotnik. Uno dei punti deboli di Sonic è lo stress: nel caso si agiti, si arrabbi o si esponga agli smeraldi, si trasforma in Super Sonic, un mostro spietato e assassino, cosa che, da normale, detesta.
- Miles "Tails" Prower: è una giovane volpe gialla a due code antropomorfa, capace di volare, genio della meccanica. Proviene da Nameless Zone, una regione apparentemente accessibile esclusivamente tramite un ordito spaziale. Viaggia ad Emerald Hill Zone credendo erroneamente che le sue strade fossero fatte di veri smeraldi. Una volta arrivato a Mobius fa amicizia con Sonic diventandone anche un prezioso alleato. Nonostante sia un tipo impacciato ha dimostrato in varie occasioni di essere molto più forte di quanto possa apparire agli altri. La maggior parte delle sue avventure sono state in solitario, dove in alcune di queste occasioni ha fatto anche ritorno nella terra natia di Nameless Zone e Chemical Plant Zone. Nel corso del tempo ha affrontato numerosi antagonisti ma si è fatto anche degli alleati. Dopo la sconfitta di Robotnik ha affrontato numerosi criminali, difendendo Casino Night Zone dai Badnik di Brutus ed è stato scelto da Sonic per proteggere il pianeta quando questi è partito per affrontare lo scienziato durante una storia.
- Knuckles the Echidna
- Amy Rose
- Dottor Ovi Kintobor: è la vera identità del Dr. Robotnik. Amante della pace e della natura, regalò a Sonic le scarpe rosse. Dopo l'incidente dei Chaos Emerald la sua personalità è stata copiata, salvata e usata come intelligenza artificiale del computer dei Freedom Fighters.
- Johnny Lightfoot: è un coniglio grigio antropomorfo, membro dei Freedom Fighters. È basato sui Pocky, i conigli che nei videogiochi sono i conigli intrappolati nei Badnik. Abile pilota, atleta e scavatore, combatte con una stecca di metallo. Viene ucciso da Chaos (scagliato da Grimer) all'inizio dell'adattamento di Sonic Adventure, evento che sarà brutalmente luttuoso per i Freedom Fighters, specie per Sonic.
- Porker Lewis: è un maiale antropomorfo, membro dei Freedom Fighters. Proviene dalla Zona Speciale, dove era chiamato Oscar the Pig. Abile informatico, è basato sui maialini dei videogiochi, i Picky. Il suo nome trae ispirazione dal protagonista della sitcom Parker Lewis.
- Shortfuse the Cybernik: il suo vero nome è Shorty the Squirrel. È uno scoiattolo ispirato ai Ricky comparso come personaggio neutrale di Sonic the Comic. Viene catturato assieme ai suoi amici e vicini da Robotnik e trasformato in un Super Badnik chiamato Cybernik, una procedura irreversibile che gli ha dato un'armatura di Megatal, un metallo indistruttibile. Ciononostante ha mantenuto il proprio arbitrio e ha combattuto più volte Robotnik e il suo arcinemico Vermin, senza però unirsi ai Freedom Fighters. La sua invulnerabile armatura gli permette di sparare laser e volare rapidamente. Questa viene distrutta nel numero 174, permettendogli di tornare normale.
- Tekno the Canary: è un canarino femmina verde antropomorfo, membro dei Freedom Fighters. Indossa guanti e calze bianche, scarpe rosse con suola, punta e lacci bianchi, un maglione fasciato rosso e nero, una gonna azzurra e orecchini dorati esplosivi. Geniale con la tecnologia, inizialmente lavorava per il Dr. Robotnik, ma a causa di una serie di eventi si è unita ai Freedom Fighters diventando la migliore amica di Amy.
- Vector the Crocodile
- Espio the Chameleon
- Charmy Bee
- Mighty the Armadillo
- Omni-Viewer: è un campo di energia senziente e onniveggente originario della Zona Speciale, mostrato in uno schermo. Ha inoltre il potere di viaggiare attraverso il tempo e le dimensioni, oltre che di manipolazione. Nel numero 86 si è sacrificato per intrappolare Super Sonic.
- Sally Alicia Acorn
- Tikal the Echidna
- Morain Blackthorn
- Capitan Plunder
- Ebony the Cat
- Norris Wimple
- Fabian Vane
- Eternity Ring
- Agente Bodger
- Big the Cat
- Silver the Hedgehog[5]
- Blaze the Cat[5]
- New Shadow the Hedgehog[5]

### Antagonisti
- Dottor Ivo Robotnik: l'antagonista principale della serie. Come raccontato da Sonic, all'inizio era uno scienziato buono noto come il Dr. Ovi Kintobor, amante della pace e della natura. Egli regalò al riccio le sue sneakers progettate per resistere all'attrito e, testandole, provocò un boato sonico che gli diede l'aspetto di adesso. In seguito, il dottore cercò di intrappolare il male di Mobius nei Chaos Emerald, ma non riuscendo a trovare il settimo, quello grigio, l'operazione fallì anche per colpa di un uovo marcio che fece diventare un sinistro e crudele scienziato pazzo. Dal numero 9 al 100 è il malvagio e tirannico dittatore di Mobius. Il design è cambiato diverse volte: nelle prime comparse era simile alla controparte videoludica, poi diventò uguale a come era rappresentato nelle serie animate Le avventure di Sonic e Sonic the Hedgehog SatAM e a partire da poco prima dell'uscita del videogioco Sonic Adventure viene rappresentato molto simile al redesign dei videogiochi, mantenendo tuttavia la testa dei cartoni. Prima dell'adattamento di Sonic Adventure tenta il suicidio in preda alla depressione per le continue disfatte, che viene però sventato dal suo assistente Grimer.
- Grimer Wormtongue: è uno scienziato dalla pelle e dai capelli verdi, fido assistente del perfido dottor Robotnik, creato come la controparte del dottor Snively del cartone del 1993. Durante la sua carriera ha ideato molte costruzioni, come i Metallix, lasciando però i meriti al suo capo. Verso la fine della serie, per impedire a Robotnik di suicidarsi dalla disperazione per le sue disfatte, ha liberato Chaos contro i Freedom Fighters, uccidendo uno di loro, ovvero Johnny Lightfoot. Alla fine però, Super Sonic ha distrutto Chaos. Il suo nome ricorda un po' quello del nome originale di Grima Vermilinguo, uno degli antagonisti del romanzo di J. R. R. Tolkien, Il Signore degli Anelli.
- Super Sonic: spesso chiamato Fleetway Super Sonic o Fleetway Sonic dai fan, è la super forma di Sonic. Comparso per la prima volta nel numero 7, si distingue dalle altre controparti perché è un essere malvagio e ha le iridi a spirale. Dopo l'incidente dei Chaos Emerald che coinvolse Sonic e il dottor Kintobor, quest'ultimo diventò cattivo e il protagonista, ogni volta che si stressa o si espone agli smeraldi si trasforma in un assassino sadico, psicopatico, crudele, spietato e violento, esattamente come il Dr. Jekyll e Mr. Hyde. Alla fine Super Sonic fu separato da Sonic e venne rinchiuso in una dimensione parallela finché, nel numero 100 riesce a fuggire cadendo però vittima di un incidente in cui perde la memoria, diventando buono. Dopo aver distrutto Perfect Chaos alla fine della serie, torna malvagio e viene fuso assieme a Sonic per non nuocere. In Sonic the Comic - Online, in una striscia che funge da epilogo finale, viene dissolto per sempre dai Freedom Fighters e il dr. Robotnik ridiventa buono.
- Dottor Zachary: è un anziano echidna dal pelo bianco, alleato del Dr. Robotnik. Sonic è tornato nel passato per aiutare Knuckles a fermare Zachary e Robotnik, ma in preda alla rabbia, si è trasformato in Super Sonic distruggendo il Computer Biologico prima che venisse attivato. Sonic e Knuckles allora inseguono Zachary ma questo sparisce appena entra nel cuore dell'Isola Fluttuante. Il suo fato è ignoto.
- Imperatore Metallix
- Fratellanza dei Metallix
- Comandante Brutus: è uno dei peggiori nemici del porcospino blu. Il personaggio era un unico ed estremamente potente Trooper Badnik, che è stato eletto e aggiornato dal Dr. Ivo Robotnik di essere il suo grande comando in seconda. Tuttavia, Brutus desiderava ardentemente il potere e cercò di rovesciare Robotnik per impadronirsi del suo impero, solo per essere distrutto dallo stesso scienziato pazzo. Però le abilità del comandante Brutus lo hanno reso un avversario estremamente formidabile per Sonic e i suoi amici da combattere. Grazie alla natura invulnerabile della sua armatura Megatal, Brutus era super-umanamente forte e altamente resistente ai danni fisici. Dotato di un grande dispositivo antigravitazionale, il malvagio comandante era anche in grado di volare a grande velocità. Quando la sua mano fu distrutta in battaglia con la furia di Super Sonic, la riparò con una parte di ricambio che fungeva anche da potente pistola laser. Era anche in grado di visualizzare lo spettro infrarosso e vedere attraverso oggetti solidi. Dotato di una copia completa delle onde cerebrali e dei modelli di pensiero del Dr. Robotnik, Brutus era anche un nemico subdolo, astuto, spietato, tirannico, violento, crudele e assetato di potere che spesso sconfiggeva i suoi nemici. Quando ha copiato anche le onde cerebrali di Grimer, ha acquisito la capacità di costruire un intero esercito di robot fedeli.
- Drakon Empire: i Drak sono una feroce e spietata specie aliena millenaria, dove talvolta svolgono il ruolo di antagonisti principali. Ottomila anni fa inventarono l'energia del Caos ma non riuscirono a controllarla a causa della sua instabilità. Il Dr. Ovi Kintobor (vera identità del Dr. Robotnik prima di diventare terribilmente malvagio) aveva cercato di intrappolare il male nei sei smeraldi senza trovare il settimo, quello grigio, il quale, è il "controllore". A causa di un incidente, Kintobor è diventato cattivo. Inoltre, uno dei Drak, venuto a contatto con lo Smeraldo Gigante, si trasformò nel potentissimo Chaos.
- Megatox
- Nack the Weasel
- Nutzan Bolt
- Chaos: il vero antagonista principale dell'adattamento di Sonic Adventure. A differenza dei videogiochi, in questa serie era un procuratore dei Drak che mutò esponendosi agli Emerald. Ottomila anni dopo fu sganciato da Grimer contro i Freedom Fighters e uccise Johnny Lightfoot; dopo aver assorbito i sette smeraldi si trasforma in Perfect Chaos e cerca di sterminare ogni cosa ma viene distrutto da Super Sonic, che lo riduce ad un pesciolino e lo getta in un fiume, in pasto ai pescecani.
- The Plax
- Trogg
- Lord Sidewinder
- Max Gamble
- Vermin the Cybernik: è un ratto marrone con una maschera da ladro nera con una maglia fasciata rossoverde e jeans blu. Viene trasformato in un Cybernik da Robotnik, combattendo ad armi pari con il suo arcinemico Shortfuse. Dopo la caduta di Robotnik viene incarcerato, ma riesce a evadere; non appena lui e Shorty vengono finalmente liberati dall'armatura tenta la fuga per ottenerne una nuova, ma viene nuovamente catturato dai Freedom Fighters.
- D.R.A.T.
- Metamorphia
- Fratelli Marxio: Chicio, Grouchio e Harpio sono tre fratelli elettricisti dal carattere villano, evidente parodia dei fratelli Mario. Comandavano la Carnival Night Zone per conto del Dr. Robotnik. Sono capaci di corrompere e ingannare chiunque e hanno creato diversi videogiochi. Uno di questi si chiama Super Marxio World, parodia di Super Mario World. Sui loro giochi, Sonic ha detto "A chi interessa l'avventura di tre elettricisti?", in riferimento alla rivalità tra SEGA e Nintendo.
- Colonnello Percy Granite
- Windy Wallis
- Cam e Bert
- Vichama
- Famiglia
- Percival Kane

## Fumetti non basati su Sonic
All'inizio di STC, tre delle quattro strisce in ogni numero provenivano da altre serie videoludiche. Dopo un po', sono stati gradualmente sostituiti dagli spin-off di Sonic.
- Shinobi (3 serie)
- Streets of Rage (3 serie)
- Kid Chameleon (2 serie)
- Eternal Champions (2 serie)
- Golden Axe (2 serie)
- Decap Attack (3 serie)
- "Pirate STC" (1 serie)

- Marko's Magic Football (1 serie)
- Ecco the Dolphin (2 serie)
- Wonder Boy(2 serie)
- Sparkster (1 serie)
- Mutant League Football (1 serie)
- Shining Force (1 serie)
- "Megadroid" (2 serie)

Di questi, "Pirate STC" e le strisce "Megadroid" erano le uniche a non essere basate su un videogioco esistente; "Pirate STC" era basato su una serie di annunci per Sega Mega Drive e Mega-CD, mentre le strisce "Megadroid" erano basate sulla mascotte di Sonic the Comic.

### Decap Attack
Decap Attack era un adattamento di un gioco per Sega Mega Drive. La striscia ha superato tutte le altre non riguardanti Sonic, diventando apparentemente il progetto per animali di Nigel Kitching. Richard Piers Rayner ha co-sceneggiato alcune storie e Mike McMahon ne ha disegnate diverse.
La striscia era caratterizzata da un umorismo nero molto assurdo e maniacale, che si occupava della vita quotidiana di Chuck, Head (il teschio parlante che, a causa del fastidio di Head, viene lanciato contro i nemici), il malvagio Igor (che cerca costantemente di uccidere Chuck) e lo stereotipato scienziato pazzo, il professor Frank N. Stein, che in realtà indossa il suo accento tedesco e viene davvero da Cardiff. L'antagonista del gioco, Max D. Cap, è apparso solo due volte, insieme al suo aiutante contabile Rupert, che incoraggia costantemente Max a essere più stereotipicamente malvagio nei suoi modi. Nella prima storia, fu cacciato via dall'orrore della nuova creazione di Stein, una creatura clonata con mezzo cervello ("... un concorrente di Blockbuster!");  nel secondo, era responsabile del treno per l'inferno ("ora imbarco per Hell, Damnation e Milton Keynes") che trasportava nuove anime dannate.

### Streets of Rage
Tre serie di fumetti basati sui giochi Streets of Rage per Mega Drive sono state pubblicate su Sonic the Comic. La striscia è apparsa per la prima volta nel numero 7 di STC ed è stata scritta da Mark Millar, mentre l'ultima storia di Streets Of Rage è partita da STC 41-46, scritta da Nigel Kitching. Tutte e tre le serie hanno presentato illustrazioni di Peter Richardson.
La striscia è stata ambientata in una città governata dal signor X e dal suo gruppo criminale organizzato The Syndicate, che si sono opposti ai personaggi dei videogiochi Axel, Blaze, Max e successivamente Skate. Nella prima storia, Axel, Blaze e Max lasciano le forze di polizia e diventano vigilanti. Streets of Rage era più scuro e violento delle altre strisce di STC e le storie erano relativamente lunghe per il fumetto, essendo state raccontate in sei parti.

## Pubblicazioni correlate
Oltre a Sonic the Comic, sono stati pubblicati nove numeri di Sonic the Poster Mag. Questo fumetto consisteva in un poster di dimensioni A1, sul retro del quale era stampato un fumetto in sezioni di formato A4. Il poster è stato piegato per abbinare le pagine del fumetto. La maggior parte delle storie erano basate su Sonic, ma una era dedicata a Shinobi e un'altra a Streets of Rage. I numeri 1 e 2 non erano strisce. Il primo numero conteneva informazioni sulle due serie di cartoni animati (Le avventure di Sonic e Sonic the Hedgehog SatAM) e il secondo suggerimento di gioco per Sonic Chaos.
Nel 1994-1996 e nel 1999 sono stati pubblicati i Sonic Summer Specials. L'edizione del 1995 consisteva principalmente di materiale stampato da Sonic the Poster Mag e l'edizione del 1999 era interamente ristampata. Inoltre, nel 1996 è stato stampato Knuckles Knock-Out Special, contenente materiale dedicato al "rivale amico" di Sonic.

### Virgin Books
Nel 1993, Virgin Publishing pubblicò quattro romanzi di Sonic, scritti da James Wallis, Carl Sargent e Marc Gascoigne sotto lo pseudonimo collettivo di "Martin Adams". Questi erano basati sull'origine stabilita in Stay Sonic e condividevano molte somiglianze con il primo STC, tra cui l'origine di Robotnik e il cast precedente (Johnny, Porker, Sally Acorn, Joe Sushi e altri). Il secondo titolo, Sonic the Hedgehog nella Quarta Dimensione, prevedeva che un Sonic che viaggiava nel tempo fosse costretto a garantire che Kintobor diventasse Robotnik, al fine di salvare Mobius-diversi anni prima che STC presentasse un elemento simile alla trama.

### Sonic the Comic Online
Una continuazione non ufficiale, creata da un gruppo di fan del fumetto, Sonic the Comic Online (STCO), ha iniziato la pubblicazione online dal maggio 2003. Il fumetto online presenta vari contributi dalla community dei fan che continuano la storia da dove i fumetti si sono interrotti. Il sito ha anche ricevuto contributi dall'ex staff di STC, come lo scrittore Nigel Kitching e gli artisti Richard Elson e Nigel Dobbyn.

### GamesTM su STC
Nel suo 87 ° numero, la rivista britannica di videogiochi GamesTM presentava un articolo di quattro pagine su Sonic the Comic, intitolato "Paper With Attitude", che includeva osservazioni di varie persone che lavoravano al fumetto come Nigel Kitching, scansioni del fumetto, uno schizzo di produzione di Capitan Plunder e la storia di STC. Tra i punti sollevati nell'articolo sono inclusi i seguenti: 
- A differenza di molti altri fumetti (come quelli creati da Marvel), qualsiasi disegno è stato disegnato solo dopo che STC è stato scritto completamente.
- A metà strada del mandato di Roberto Corona, una nuova agenzia di licensing ha escogitato nuove linee guida per disegnare Sonic, che includeva la posizione, l'orientamento e il numero dei suoi picchi che variava da ogni angolo, il fatto che gli allievi di Sonic "dovevano sempre toccare qualche parte dell'esterno dei suoi occhi" e il fatto che non avrebbero mai potuto mostrare i denti di Sonic.
- Esistevano restrizioni sulla quantità di violenza consentita. Una scena di linciaggio nella serie "Knuckles", ad esempio, è stata ridisegnata per posizionare il cappio attorno al suo corpo piuttosto che sul suo collo, mentre in una storia "Sonic" una pistola è stata ridisegnata per far scoppiare un dardo. C'era, tuttavia, più libertà nei confronti degli altri franchise Sega, come caratterizzato dalla serie "Decap Attack", in cui Kitching (nelle sue stesse parole) "ha fatto a meno dell'omicidio" e in termini di storia in cui il cervello del detective è stato fisicamente rimosso per cancellare i suoi ricordi, Kitching era "assurdamente fiero di questo per qualche motivo".
- La mascotte Megadroid era la creazione di Richard Burton.
- Nigel Kitching decise di rovesciare Robotnik nel 100° numero perché sentiva che il fatto che Robotnik rimanesse dittatore di Mobius nonostante il numero di volte in cui Sonic lo aveva sconfitto mandò un messaggio negativo: quel male "non può mai essere sconfitto".
- Le sezioni di notizie, giochi e recensioni sono state rimosse in seguito durante la corsa del fumetto a causa di motivi di budget.
- Sono stati fatti commenti positivi sulla continuazione non ufficiale di STC, STC - Online !. Nigel Kitching ha notato che le persone di STC Online "stanno producendo continuazioni piuttosto buone delle strisce STC". Roberto Corona ha osservato che non poteva dire "quanto sono impressionato dalla dedizione e dal talento che ha in STC-  Online!", sentendo che è stato fantastico che "quei ragazzi si sono rifiutati di accettare la fine solo perché l'editore ha deciso di staccare la spina." Anche Andy Diggle era contento che STC trovasse una nuova casa, sottolineando che "È bello vedere che STC ha davvero una presenza online."

## Edizione italiana
La serie è stata pubblicata in Italia da Rizzoli Egmont Publishing nel mensile Sonic Videogame & Fumetti, distribuito in otto numeri da novembre 1993 a giugno 1994.
| Numero                   | Titolo | Autori                           | Autori                        | Data di Pubblicazione                  | Data di Pubblicazione |
| Numero                   | Titolo | Testi                            | Disegni                       | Originale                              | Italia                |
| ------------------------ | --- | -------------------------------- | ----------------------------- | -------------------------------------- | --------------------- |
| V&F 1 (STC n. 3)         | Salvataggio nella Zona di Marmo (Mayhem in the Marble Zone) | Mark Millar                      | Casanovas                     | 26 giugno 1993                         | 1º novembre 1993      |
| V&F 1 (STC n. 3)         | Lo scoiattolo Tufftee cerca di imitare Sonic pur di salvare i suoi amici alla Zona di Marmo (Marble Zone) e ne farlo viene messo alle strette dai Badnik. Sally Acorn, sua sorella, avverte quindi Sonic e Tails alla Zona della Collina Verde (Green Hill Zone). Il riccio corre quindi alla Zona di Marmo passando per la Zona Speciale (Special Zone) e, giunto a destinazione, salva Tufftee distruggendo quattro Badnik. Proprio quando Sonic sta per essere spappolato da una Piastra Frantumante (Crusher Weight) viene salvato da Tufftee ed elimina l'ultimo Badnik. Non appena i due tornano da Tails e Sally alla Zona della Collina Verde, Sonic si riprende le scarpe che Tufftee aveva "preso in prestito", poiché "esiste un solo Sonic". |                                  |                               |                                        |                       |
| V&F 2 (STC n. 6)         | Attacco all'Uovo Spaziale (Attack on the Death Egg) | Nigel Kitching                   | Ferran Rodriguez              | 21 agosto 1993                         | 1º dicembre 1993      |
| V&F 2 (STC n. 6)         | Sonic e Tails sono nel quartier generale sotterraneo del riccio e tramite il vecchio computer di Kintobor scoprono che l'Uovo della Morte (Death Egg) sta per schiantarsi al centro della Zona della Collina di Smeraldo (Emerald Hill Zone), così decollano sul Tornado e raggiungono la Fortezza Alata (Wing Fortress). Una volta attraversata, i due raggiungono il satellite spaziale con un'astronave e si imbattono in un robot guardiano che il riccio aveva già affrontato; Sonic ordina a Tails di usare l'unica capsula di salvataggio, su cui sale a sua volta, dopo aver dirottato la caduta del satellite in mare. |                                  |                               |                                        |                       |
| V&F 2-1 (STC n. 7)       | Il Super Pompiere (Super Sonic) | Nigel Kitching                   | Richard Elson                 | 21 agosto 1993                         | 1º gennaio 1994       |
| V&F 2-1 (STC n. 7)       | Sonic e Tails tornano a Oil Ocean Zone, dove da tre giorni sta divampando un incendio e i pompieri comandati da Red sono ormai allo stremo. Il riccio usa quindi il Ciclone Sonic (Sonic-Cyclone) per spegnere le fiamme, ma proprio quando sta per cercare la sala di controllo per disattivare le trappole viene attaccato da un Aquis, il quale incendia l'oceano di petrolio, uccidendo apparentemente Sonic. Tuttavia il riccio si trasforma in super e distrugge l'Aquis; intento a uccidere il coniglio intrappolato, Tails fa tornare normale Sonic e va quindi a disattivare le trappole. |                                  |                               |                                        |                       |
| V&F 2-2 (STC n. 8)       | Le origini di Sonic (The Origin of Sonic) | Nigel Kitching                   | Richard Elson                 | 4 settembre 1993                       | 1º febbraio 1994      |
| V&F 2-2 (STC n. 8)       | Una notte, Sonic attiva uno Star Post ed entra nella Special Zone assieme a Tails, il coniglio Johnny Lightfoot e il maialino Porker Lewis. Una volta entrati, i quattro raggiungono Omni-Viewer e Sonic racconta il suo passato: era un normalissimo erinaceus europaeus marrone che sbucò per caso nel laboratorio del dottor Ovi Kintobor, uno scienziato intento a intrappolare il male di Mobius in sei Smeraldi del Caos (Chaos Emeralds) con il Compressore di Caos Retro Orbitale (COCRO, in originale Retro-Orbital Chaos Compressor, "ROCC"), che nonostante l'energia degli anelli d'oro è instabile per la mancanza del settimo smeraldo. Lo scienziato non resistì allo sperimentare la velocità di Sonic, così gli regalò le Power Sneakers e durante un test nella Giratosfera (Kinetic Gyratoscope) superò la velocità del suono, diventando blu. Sonic non riusciva a trovare il settimo smeraldo e un giorno, Kintobor, con un uovo marcio in mano, inciampò su un cavo del COCRO e lo accese involontariamente, spargendo i sei smeraldi e diventando il malvagio Ivo Robotnik. Di lì a poco, Omni-Viewer cerca di far fuggire i quattro, ma li manda nel futuro, poiché è stato manipolato dallo scienziato. |                                  |                               |                                        |                       |
| V&F 2-3 (STC n. 9)       | Ritorno alla realtà (Back to Reality) | Nigel Kitching                   | Richard Elson                 | 18 settembre 1993                      | 1º marzo 1994         |
| V&F 2-3 (STC n. 9)       | Sonic, Tails, Johnny e Porker tornano nella realtà alla Collina degli Smeraldi, dove vengono improvvisamente attaccati dai Badnik, diventati più robusti e potenti; dopo aver liberato due animaletti, Sonic e gli altri scoprono che Omni-Viewer è stato costretto da Robotnik a mandarli avanti di sei mesi affinché potesse conquistare il pianeta. Furibondo, Sonic distrugge altri Badnik e giura di liberare il mondo dal regime dello scienziato. |                                  |                               |                                        |                       |
| V&F 2-4 (STC n. 10)      | Megatox | Nigel Kitching                   | Richard Elson                 | 2 ottobre 1993                         | 1º aprile 1994        |
| V&F 2-4 (STC n. 10)      | Sonic, travestitosi da "Bob Beaky", si infiltra a Chemical Plant e sconfigge i Badnik umanoidi che costringono animaletti innocenti a spossanti turni di lavoro. Mentre cerca di evacuare gli schiavi, Sonic si imbatte in Megatox, uno scienziato che studiava per Robotnik una sostanza chimica chiamata Mega Mack, da usare per distruggere il riccio; la sostanza allagò il suo laboratorio e ne divenne parte. Poiché non riesce a colpirlo, Sonic scava un buco e fa risucchiare Megatox, spruzzandolo su mezzo pianeta, dubitando che riuscirà a ricomporsi. |                                  |                               |                                        |                       |
| V&F 2-5 (STC n. 11 e 16) | 1. Corsa contro il tempo (Time Racer) 2. Tails - La Zona Senza Nome (Tails - "The Nameless Zone, Part 1") | 1. Mark Millar 2. Nigel Kitching | 1. Ed Hillyer 2. Dave Windett | 1. 16 ottobre 1993 2. 25 dicembre 1993 | 1º maggio 1994        |
| V&F 2-5 (STC n. 11 e 16) | 1. Sonic libera Tails catturato, scoprendo di lì a poco che Robotnik sta per colpire Emerald Hill Zone con il raggio del suo nuovo satellite spaziale; avendo solo cinque secondi, Sonic parte a razzo, sfonda la barriera del suono molte volte passando per Spring Hill e Marble Zone, fermandosi poi sulla spiaggia. Il riccio usa la sabbia per creare uno specchio e lo usa con gli animaletti per riflettere il raggio della morte contro al satellite; Tails arriva proprio al momento dell'esplosione e non sopporta di essere lento e "imbranatello". 2. A Emerald Hill Zone, Sonic, non intento a rallentare e aspettare Tails, lo lascia indietro e si sente d'impiccio, finché non nota l'apertura del varco verso la Zona Senza Nome (Nameless Zone), cosa da lui sempre temuta. Entrato, incontra i Re Incantatori (Enchanter Kings), i quali ritengono il volpino un grande eroe assieme al suo assistente Sonic (a causa di lettere scritte alla famiglia con grandi tratti di fantasia) e gli danno un'armatura leggera come una piuma. Nonostante le perplessità, Tails viene mandato a combattere Trogg, un mostruoso e feroce guerriero che aspetta l'avversario, sicuro di vincere.                         |                                  |                               |                                        |                       |
| V&F 2-6 (STC n. 12 e 17) | 1. La Zona Invisibile (Hidden Danger!) 2. Tails - La Zona Senza Nome - Seconda Parte) (Tails - "The Nameless Zone, Part 2") | 1. Mark Millar 2. Nigel Kitching | 1. Carl Flint 2. Dave Windett | 1. 30 ottobre 1993 2. 8 gennaio 1994   | 1º giugno 1994        |
| V&F 2-6 (STC n. 12 e 17) | 1. Sonic precipita come una meteora nella Zona Invisibile (Hidden Zone) e viene soccorso; al suo risveglio ha un'amnesia e Robotnik, dalla sua Fortezza Stellare (Sky Fortress) ordina ai Badnik di attaccare la Zona Nascosta, che cercava da anni. Un Badnik pronuncia il nome di Sonic, questi riacquista la memoria e annienta i Badnik; infine, il porcospino e gli animali tornano tutti a Emerald Hill Zone, mentre Robotnik è furibondo per l'ennesima sconfitta. 2. Tails viene mandato a combattere Trogg. Nonostante le esitazioni, il volpino sferra un colpo estremamente timido e proprio quando si vede spacciato, una fune cede e i due cadono. Trogg si aggrappa alla fune, mentre Tails spicca il volo e attraversa appena in tempo il portale per tornare da Sonic alla Collina degli smeraldi, ma la sua armatura rimane nella Zona Senza Nome, con la probabilità di doverci tornare. |                                  |                               |                                        |                       |

### Differenze
Nei primi numeri, i nomi dei luoghi apparsi nei giochi ricalcano quelli scritti nei manuali di istruzioni europei dei primi due titoli a 16-bit, eccezion fatta per Chemical Plant Zone (della quale non viene mai menzionato il nome) e l'originale Hidden Zone, chiamata con ben due nomi: Zona Invisibile e "Nascosta". Il secondo nome è quello più accurato.